# 김애라
김애라(金愛羅, 1926년 3월 10일 ~ 2001년 11월)는 대한민국의 여성 연극배우 겸 영화배우이다.

## 이력
경상남도 진주에서 출생한 그녀는 1944년 연극배우 첫 데뷔하였고 1960년 영화배우 데뷔를 하였으며 연극 활동을 한 후 말년에는 영화 단역으로 활동하였다.

## 출연작

### 영화
- 1970년 《무작정 상경》
- 1970년 《태양은 늙지 않는다》
- 1970년 《두 여보》
- 1970년 《나이프 장》
- 1971년 《엄마 안녕》
- 1972년 《청춘교사》
- 1972년 《결혼반지》
- 1972년 《이별의 길》
- 1973년 《처녀 사공》
- 1973년 《방년 18세》
- 1974년 《갈매기의 꿈》
- 1974년 《토지》
- 1975년 《남사당》
- 1975년 《가수왕》
- 1975년 《창수의 전성시대》
- 1976년 《보르네오에서 돌아온 덕팔이》
- 1976년 《이런 마음 처음이야》
- 1976년 《아내》
- 1977년 《사랑의 계절》
- 1978년 《낙조》
- 1979년 《경찰관》
- 1979년 《물도리 둥》
- 1980년 《괴초도사》
- 1980년 《요》
- 1982년 《나는 할렐루야 아줌마였다》... 아낙 역
- 1982년 《백구야 훨훨 날지마라》
- 1982년 《춘희》
- 1982년 《낮은대로 임하소서》... 노파 2 역
- 1982년 《숲속의 바보》
- 1982년 《반노》
- 1983년 《땜장이 아내》
- 1983년 《불새의 늪》
- 1983년 《여인잔혹사 물레야 물레야》
- 1983년 《2월 30일생》
- 1983년 《이 한몸 돌이 되어》
- 1984년 《바보사냥》
- 1984년 《술잔과 입술》
- 1984년 《사약》... 허담 역
- 1984년 《그해 겨울은 따뜻했네》
- 1984년 《사슴 사냥》
- 1984년 《땡볕》... 마을 아낙 역
- 1985년 《물목》
- 1985년 《왜불러》
- 1986년 《뽕》
- 1986년 《티켓》
- 1987년 《나는 다시 살고 싶다》
- 1987년 《박철수의 헬로 임꺽정》
- 1987년 《엄마는 외출중》... 박가 역
- 1987년 《고속도로》
- 1987년 《감자》
- 1987년 《Y 스토리》
- 1987년 《아다다》... 광댁 역
- 1988년 《슈퍼 홍길동》... 할머니 역
- 1988년 《업》
- 1988년 《뽕 2》
- 1988년 《칠수와 만수》
- 1988년 《보릿고개》... 아낙 2 역
- 1989년 《천국의 비밀》
- 1989년 《백치원앙》
- 1989년 《육담구담》... 아낙 3 역
- 1989년 《들병이》
- 1989년 《산불》(특별출연)
- 1989년 《껄떡쇠》
- 1989년 《오색의 전방》... 남편 역
- 1989년 《크라이막스 원》... 석보 모친 역
- 1990년 《물의 나라》... 길수 모 역
- 1990년 《새벽을 깨우리로다》
- 1990년 《우묵배미의 사랑》... 할머니 역
- 1990년 《오세암》
- 1990년 《이조 여인숙명사 청상계》... 윤소사 모 역
- 1990년 《고금소총 2》
- 1990년 《꿈》... 노파 역
- 1990년 《그들도 우리처럼》... 여인숙 노파 역
- 1991년 《눈물의 웨딩드레스》... 렛드위 모 역
- 1991년 《후리꾼》
- 1991년 《장군의 아들 2》
- 1991년 《탄드라 부인》
- 1991년 《천국의 계단》... 신파 역
- 1992년 《세상은 살만큼 아름답다》... 흥식 모 역
- 1992년 《세나의 신혼일기》
- 1992년 《요절복통 신앙반뎐》... 노파 역
- 1992년 《섬강에서 하늘까지》... 노부부 역
- 1993년 《뜨거운 비》
- 1994년 《한줌의 시간속에서》... 문둥이들 역
- 1994년 《세상 밖으로》
- 1994년 《태백산맥》
- 1994년 《우연한 여행》... 할머니 역
- 1995년 《개같은 날의 오후》... 개성댁 역
- 1995년 《네온 속으로 노을지다》
- 1997년 《모텔 선인장》
- 1998년 《8월의 크리스마스》... 영정 할머니 역
- 1999년 《링》... 노파 역

## 수상
- 2001년 제38회 대종상 영화제 특별연기상